# Helmut Bußmeyer
Helmut Bußmeyer (* 13. Oktober 1959) ist ein ehemaliger deutscher Handballtrainer und -spieler.

## Karriere

### Spieler
Der Rückraumspieler Helmut Bußmeyer begann seine Karriere im Nachwuchs des TV Werther und wechselte im Jahre 1978 zum Regionalligisten TSV Altenhagen 03, wo er insbesondere im Spiel gegen den TB Wülfrath um den ehemaligen deutschen Nationalspieler Hansi Schmidt auf sich aufmerksam machte. In den 1980er Jahren spielte Bußmeyer für die Bundesligisten TBV Lemgo und OSC Thier Dortmund. Während der frühen 1990er Jahren kehrte er nach Bielefeld zurück und spielte für den Regionalligisten SC Bielefeld 04/26. Zwischen 1999 und 2001 absolvierte er 38 Zweitligaspiele für die TSG Altenhagen-Heepen, in denen er 87 Tore erzielte, davon 43 per Siebenmeter. Danach ließ er seine Karriere beim Regionalligisten TuS Spenge ausklingen.

### Trainer
Helmut Bußmeyer begann seine Trainerkarriere beim Oberligisten VfL Mennighüffen. Zwischen Juli 2007 und dem 14. November 2011 trainierte Helmut Bußmeyer die TSG Altenhagen-Heepen. In dieser Zeit führte er seine Mannschaft im Jahre 2009 zur Meisterschaft der Oberliga Westfalen und dem Aufstieg in die 3. Liga. Anschließend kehrte er zu seinem Heimatverein zurück und trainierte bis 2017 den TV Werther.

## Leben
Hauptberuflich arbeitet Helmut Bußmeyer als Lehrer am Gymnasium Bethel (früher: Bodelschwingh-Gymnasium) in Bielefeld. Er lebt in Werther.